# Distrito de Gozo y Comino
El Distrito de Gozo y Comino fue uno de los seis distritos estadísticos de la República de Malta. Este distrito, al igual que los otros cinco, no poseen ningún fin administrativo, solo se los utiliza para conseguir datos estadísticos.

## Geografía
Este distrito tiene una extensión de territorio que ocupa unos 68,7 kilómetros cuadrados. A su vez, la población se ompone de unas 31.432 personas (estimaciones para el año 2008). Considerando los datos anteriormente mencionados, se obtiene que la densidad poblacional de este distrito estadístico es de 458 habitantes por kilómetro cuadrado.

## Consejos locales
El distrito abarca en su territorio a los siguientes consejos locales:
- Fontana
- Għajnsielem
- Għarb
- Għasri
- Kerċem
- Munxar
- Nadur
- Qala
- Rabat
- San Lawrenz
- Sannat
- Xagħra
- Xewkija
- Żebbuġ

## Turismo sostenible
En el año 2012 el distrito de Gozo y Comino recibió el premio QualityCoast de oro por sus esfuerzos por convertirse en un destino turístico sostenible. Gracias a este premio el distrito de Gozo y Comino ha sido seleccionado para ser incluido in el atlas global del turismo sostenible, DestiNet.